# Liste der Bodendenkmäler in Rauhenebrach
Auf dieser Seite sind die Bodendenkmäler in der unterfränkischen Gemeinde Rauhenebrach zusammengestellt. Diese Tabelle ist eine Teilliste der Liste der Bodendenkmäler in Bayern. Grundlage ist die Bayerische Denkmalliste, die auf Basis des Bayerischen Denkmalschutzgesetzes vom 1. Oktober 1973 erstmals erstellt wurde und seither durch das Bayerische Landesamt für Denkmalpflege geführt wird. Die folgenden Angaben ersetzen nicht die rechtsverbindliche Auskunft der Denkmalschutzbehörde.

## Bodendenkmäler der Gemeinde Rauhenebrach

### Bodendenkmäler in der Gemarkung Fürnbach
| Lage                | Objekt                                                                                 | Akten-Nr.     | Bild |
| ------------------- | -------------------------------------------------------------------------------------- | ------------- | ---- |
| Fürnbach (Standort) | Untertägige Bauteile der spätmittelalterlichen bis neuzeitlichen Allerheiligen-Kirche. | D-6-6129-0015 |      |

### Bodendenkmäler in der Gemarkung Geusfeld
| Lage                | Objekt                                                                             | Akten-Nr.     | Bild |
| ------------------- | ---------------------------------------------------------------------------------- | ------------- | ---- |
| Geusfeld (Standort) | Verhüttungsplatz vor- und frühgeschichtlicher oder mittelalterlicher Zeitstellung. | D-6-6128-0043 |      |
| Geusfeld (Standort) | Untertägige Bauteile der bestehenden St.-Martins-Kirche.                           | D-6-6129-0006 |      |

### Bodendenkmäler in der Gemarkung Karbach
| Lage               | Objekt                                                                 | Akten-Nr.     | Bild |
| ------------------ | ---------------------------------------------------------------------- | ------------- | ---- |
| Karbach (Standort) | Untertägige Bauteile der frühneuzeitlichen St.-Anna-Kirche in Karbach. | D-6-6029-0046 |      |

### Bodendenkmäler in der Gemarkung Obersteinbach
| Lage                     | Objekt                                                   | Akten-Nr.     | Bild |
| ------------------------ | -------------------------------------------------------- | ------------- | ---- |
| Obersteinbach (Standort) | Untertägige Bauteile der bestehenden St.-Ägidius-Kirche. | D-6-6029-0048 |      |

### Bodendenkmäler in der Gemarkung Prölsdorf
| Lage                 | Objekt | Akten-Nr.     | Bild |
| -------------------- | --- | ------------- | ---- |
| Prölsdorf (Standort) | Freilandstation des Mesolithikums.                                                                                            | D-6-6129-0002 |      |
| Prölsdorf (Standort) | Untertägige Bauteile der bestehenden St.-Sebastians-Kirche sowie vermutlich Fundamente eines mittelalterlichen Vorgängerbaus. | D-6-6129-0003 |      |

### Bodendenkmäler in der Gemarkung Theinheim
| Lage                 | Objekt                                                                     | Akten-Nr.     | Bild |
| -------------------- | -------------------------------------------------------------------------- | ------------- | ---- |
| Theinheim (Standort) | Untertägige Teile der frühneuzeitlichen Kirche St. Laurentius und Barbara. | D-6-6129-0008 |      |

### Bodendenkmäler in der Gemarkung Untersteinbach
| Lage                      | Objekt | Akten-Nr.     | Bild |
| ------------------------- | --- | ------------- | ---- |
| Untersteinbach (Standort) | Untertägige Teile des spätmittelalterlichen Kirchturms sowie Fundamente abgegangener Vorgängerbauten des Mittelalters und der Neuzeit der bestehenden Kirche. | D-6-6129-0010 |      |

### Bodendenkmäler in der Gemarkung Wustviel
| Lage                | Objekt                                                                                   | Akten-Nr.     | Bild |
| ------------------- | ---------------------------------------------------------------------------------------- | ------------- | ---- |
| Wustviel (Standort) | Untertägige Bauteile der spätmittelalterlichen bis frühneuzeitlichen St.-Kilians-Kirche. | D-6-6129-0012 |      |
| Wustviel (Standort) | Freilandstation des Mesolithikums.                                                       | D-6-6129-0020 |      |